# Liste von Persönlichkeiten der Stadt Bad Langensalza
Die Liste von Persönlichkeiten der Stadt Bad Langensalza enthält Personen, die in der Geschichte der thüringischen Stadt Bad Langensalza (bis zum Ende des 16. Jahrhunderts Salza und bis 1956 Langensalza) im Unstrut-Hainich-Kreis eine nachhaltige Rolle gespielt haben. Es handelt sich dabei um Persönlichkeiten, die Ehrenbürger, hier geboren oder gestorben sind oder in Bad Langensalza und den heutigen Ortsteilen gewirkt haben.
Für die Persönlichkeiten aus den nach Bad Langensalza eingemeindeten Ortschaften siehe auch die entsprechenden Ortsartikel.

## Ehrenbürger
- 1. April 1895: Otto von Bismarck (1815–1898), Reichskanzler
- 2. Oktober 1917: Paul von Hindenburg (1847–1934), Generalfeldmarschall[1]
- November 1925: Oskar Wiebeck (1857–1932), Bürgermeister in Langensalza von 1886 bis 1919[2]
- 29. März 1933: Adolf Hitler (1889–1945), Reichskanzler[3] – Per amtliche Bekanntmachung wurde diese 1945 aberkannt[4]
- 1937: Hermann Ludwig Blankenburg (1876–1956), Komponist[5]

## Söhne und Töchter der Stadt
Die folgenden Personen sind in Bad Langensalza oder den heutigen Ortsteilen der Stadt geboren. Ob sie ihren späteren Wirkungskreis in Bad Langensalza hatten oder nicht, ist dabei unerheblich.

### Persönlichkeiten des Spätmittelalters und der Frühen Neuzeit

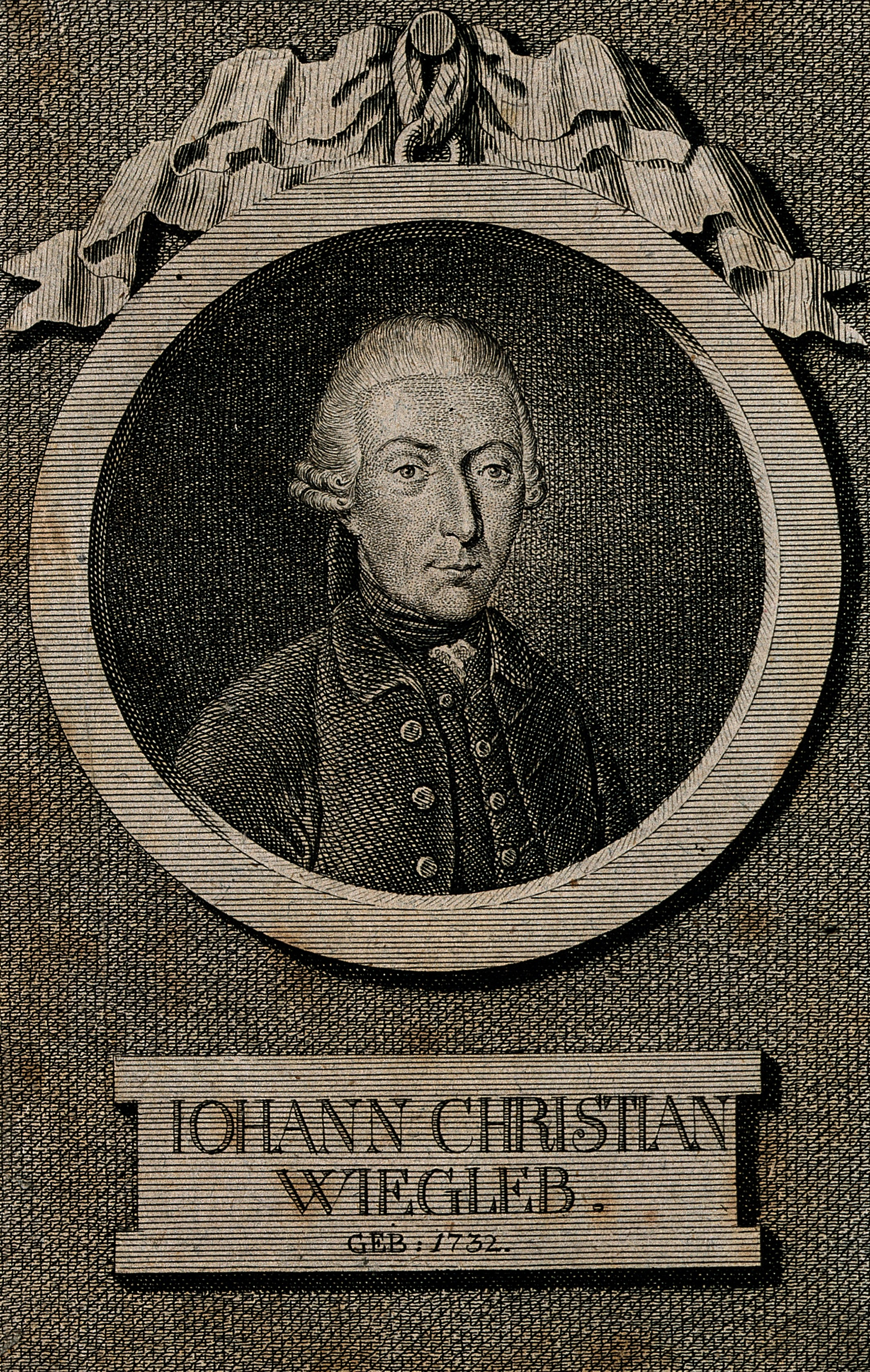
Johann Christian Wiegleb

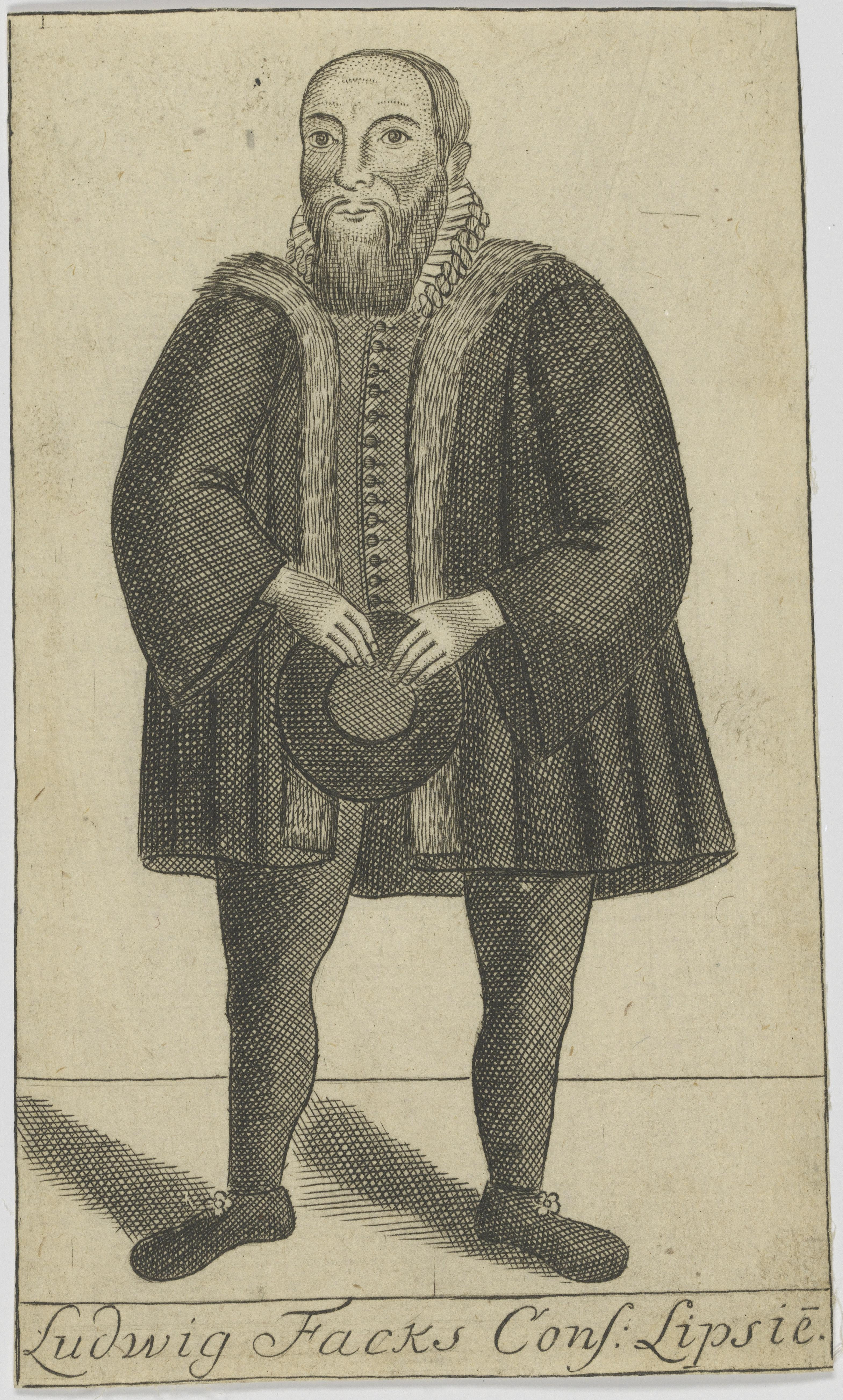
Ludwig Fachs

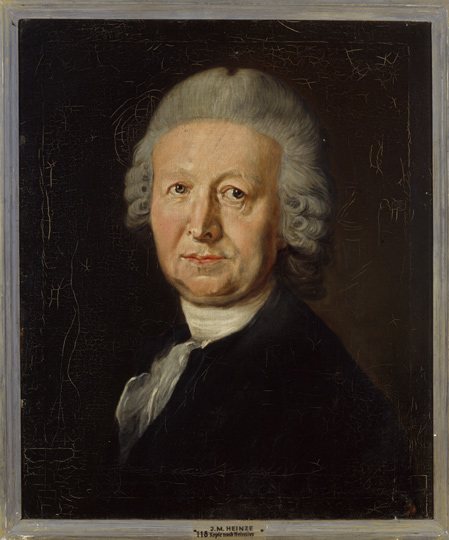
Johann Michael Heinze

- Hermann von Salza (um 1162–1239), 4. Hochmeister des Deutschen Ordens
- Ludwig Fachs (1497–1554), Jurist und zwischen 1534 und 1552 mehrfach Leipziger Bürgermeister
- Esaias Stiefel (1561–1627), Theologe
- Jeremias Spiegel (1589–1637), geboren in Zimmern, lutherischer Theologe
- Bernhard Fuckeradt (1601–1662), Jesuitenpater und Maler
- Georg Neumark (1621–1681), Komponist
- Johann Heinrich Köhler (1669–1736), Goldschmied und Hofjuwelier
- Johann Christoph Zeumer (1685–1747), sächsischer Hofbeamter
- Johann Christoph Schmidt (1704–1781), fürstlich-mansfeldischer Hof- und Bergrat und zuletzt Kanzleidirektor in Eisleben
- Gottfried Christoph Sommer (1706–unbekannt), Hebraist und Prinzenerzieher in Gotha
- Johann Gottlieb Aurbach (1707–1782), Amtsrat, Amtmann und Rittergutsbesitzer
- Caspar Christian Gutbier (1709–1785), Jurist und Amtmann
- Johann Michael Heinze (1717–1790), Pädagoge
- Johann Christoph Erbstein (1720–1805), evangelisch-lutherischer Geistlicher und Theologe
- Johann Christoph Schmidt (1727–1807), sachsen-weimarischer Kammerpräsident
- Friedrich Christian Edler von Reinhardt (1728–1795), Akziserat und Kreissteuereinnehmer im Thüringischen Kreis sowie Bürgermeister
- Johann Christian Wiegleb (1732–1800), Naturforscher und Apotheker
- Johann Gottlob Schulze (1755–1834), geboren in Waldstedt, Architekt
- Georg Gottfried Marpurg (1755–1835), Geistlicher und Verfasser estnischer Schriften
- Christoph Wilhelm Hufeland (1762–1836), Arzt, Begründer der Makrobiotik
- Johann Philipp Christian Schulz (1773–1827), Komponist und Gewandhauskapellmeister
- Johann August Heinrich Tittmann (1773–1831), Philosoph und Theologe, Domherr zu Meißen
- Wilhelm Christian Friedrich Moritz (1773–1850), preußischer Generalmajor
- Johann Simon Hermstedt (1778–1846), Klarinettenvirtuose
- Andreas Wilhelm Kahlert (1779–1838), Apotheker und Fabrikant
- Johann Christian von Weiß (1779–1850), Textilunternehmer
- Friedrich von Sydow (1780–1845), Offizier und Schriftsteller
- Georg Blättermann (1782–1850), Philologe und zeitweise Lehrer Edgar Allan Poes
- Carl Friedrich Göschel (1784–1861), Kirchenjurist
- Johann Karl Thilo (1794–1853), evangelischer Theologe und Hochschullehrer
- Eduard Schmidt-Polex (1795–1863), Bankier und Politiker

### Persönlichkeiten des 19. Jahrhunderts
- Friedrich Atzerodt (1804–1886), Schriftsteller und Pädagoge
- Karl Friedrich Seyferth (1809–1865), Jurist
- Albin Leo von Seebach (1811–1884), Diplomat und Politiker
- Hermann Bonitz (1814–1888), Philologe und Pädagoge
- Ernst Keil (1816–1878), Publizist
- Ottokar von Feilitzsch (1817–1885), Physiker
- Alexis Bravmann Schmidt (1818–1903), Journalist, Philosoph und Freimaurer-Ordensmeister
- Karl Friedrich von Berlepsch (1821–1893), Politiker, Gutsbesitzer, Mitglied des Preußischen Herrenhauses
- Max Kirchhoff (1831–nach 1892), Bürgermeister und Ehrenbürger von Erfurt
- Oskar von Weiß (1838–1901), Verwaltungsbeamter, Rittergutsbesitzer und Parlamentarier
- Hermann Frobenius (1841–1916), Offizier und Militärschriftsteller
- Hermann Gutbier (1842–1936), Autor zur Langensalzaer Regionalgeschichte
- Hermann Zimmermann (1845–1935), Bauingenieur
- Adolph Witzel (1847–1906), 1896 erster a. o. Professor für Zahnheilkunde an der Universität Jena
- Otto Klauwell (1851–1917), Komponist
- Otto Petersilie (1852–1928), Orgelbauer
- Max Breitung (1852–1921), Arzt und Schriftsteller
- Friedrich Kerl (1853–1920), Maler, Dichter, Musiker und Musikkritiker
- Oskar Witzel (1856–1925), Mediziner
- Karl Lendrich (1862–1930), Lebensmittelchemiker
- Hermann Langer (1867–?), Dekorateur und Landrat
- Martin Renner (1870–1956), Diplomät
- Axel von Rappard (1871–1961), Landrat
- Hermann Haupt (1873–1959), Lehrer und Entomologe
- Theodor Ludwig Karl Krieghoff (1879–1946), Musiker und Komponist, geboren und gestorben in Ufhoven
- Alfred Freitag (1880–1959), Politiker (SPD Hessen), Abgeordneter des Hessischen Landtags, Widerstandskämpfer gegen das NS-Regime
- Hermann Schlimme (1882–1955), Politiker (FDGB)
- Alfred Jahn (1885–1974), Kommunalpolitiker (SPD) und Widerstandskämpfer
- Ewald Gutbier (1887–1965), Archivar und Historiker
- Oskar Rebling (1890–1980), Organist, Kirchenmusikhistoriker und Hochschullehrer
- Alfred Fuhlrodt (1890–1976), Politiker (LDP, FDP)
- Ulrich Kleemann (1892–1963), General der Panzertruppe im Zweiten Weltkrieg
- Hermann von Witzleben (1892–1976), Generalmajor
- Hermann Elflein (1892–1943), Politiker (KPD) und Widerstandskämpfer
- Carl Nacken (1894–1962), Lehrer und Landrat sowie Direktor der Landesversicherungsanstalt Westfalen
- Paul Petersilie (1897–1968), Ärztefunktionär
- Oskar Trübenbach (1900–1992), NSDAP-Reichstagsabgeordneter und Kreisleiter
- Arno Eckardt (1900–1975), Industrieller

### Persönlichkeiten des 20. Jahrhunderts

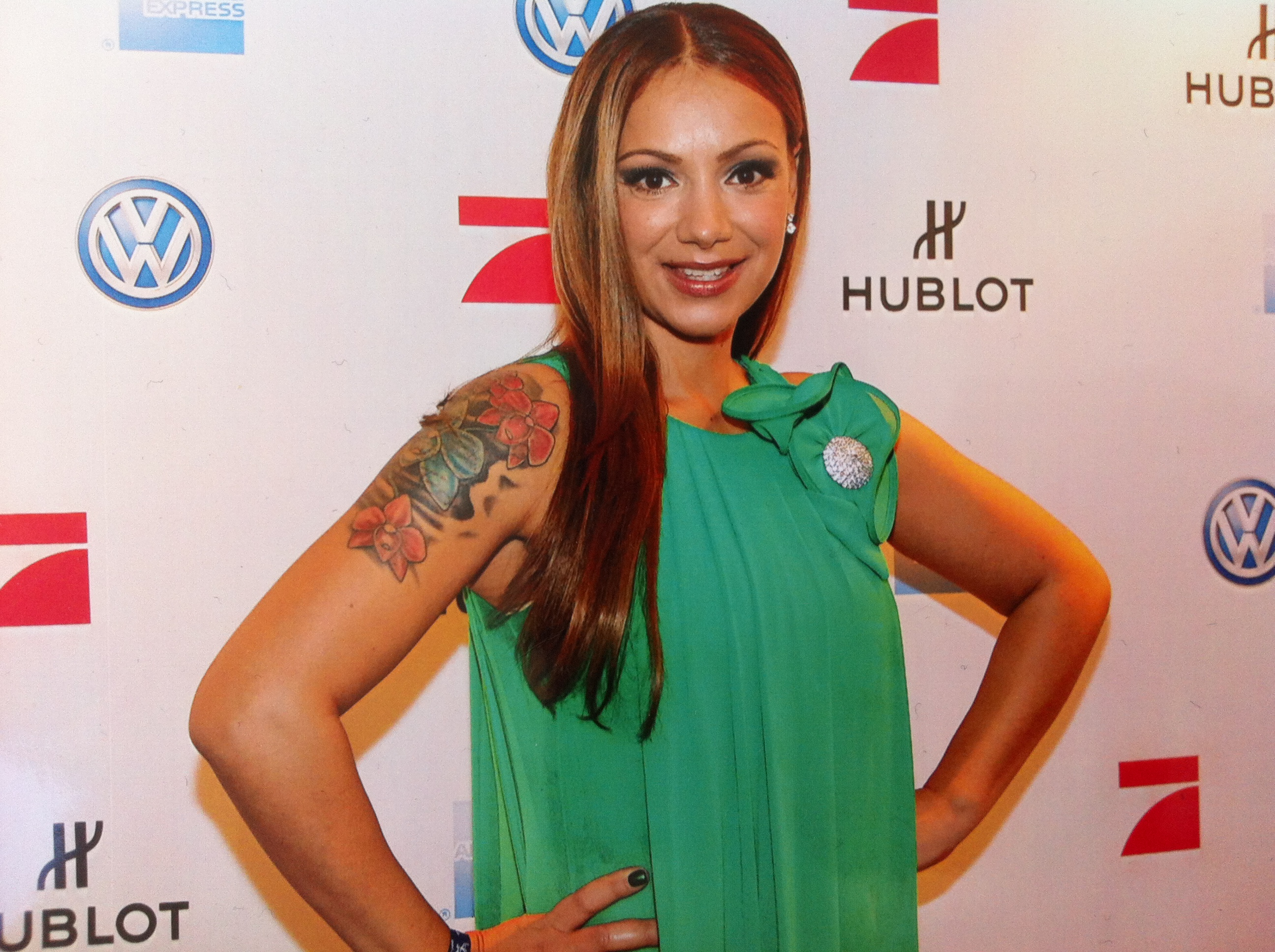
Radost Bokel (2013)

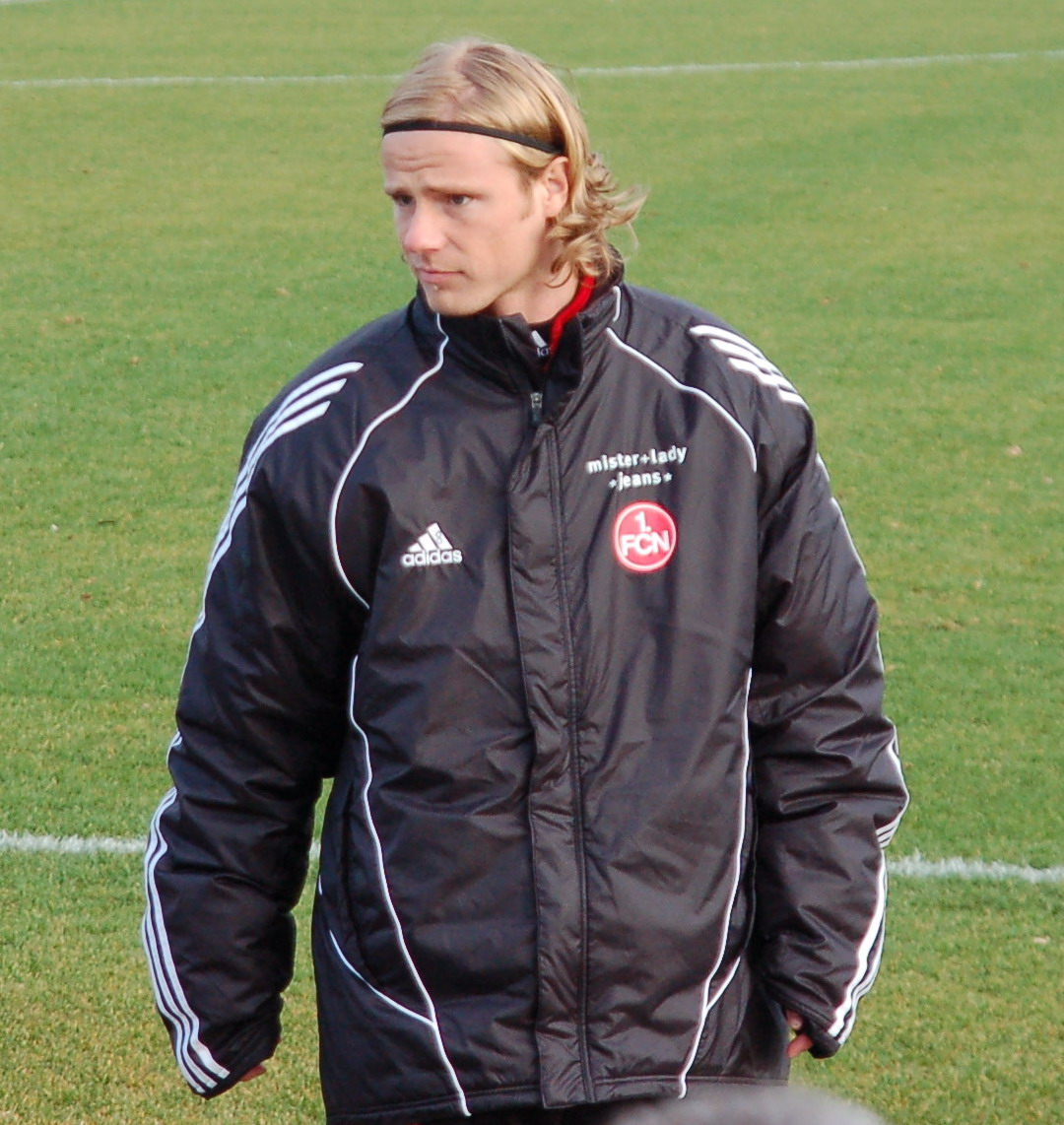
Marco Engelhardt (2007)

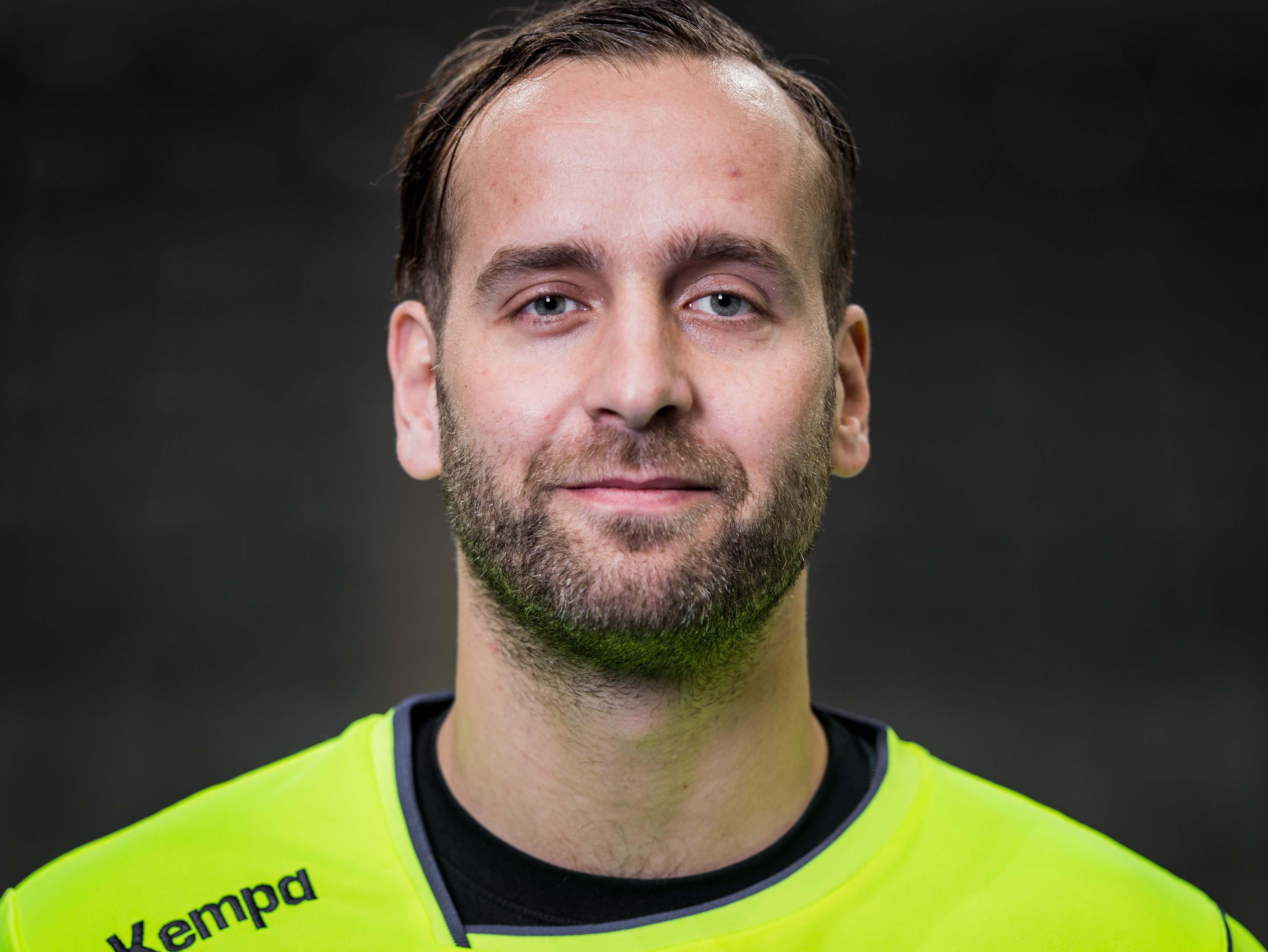
Silvio Heinevetter (2018)

- Hugo Meister (1901–1956), Politiker (KPD)
- Paul Hockarth (1902–1974), Schriftsetzer, Zeitungsherausgeber, Widerstandskämpfer gegen das NS-Regime, Parteifunktionär (KPD/SED), Gewerkschaftsfunktionär und Generaldirektor der Zentrag
- Curt Ludwig (1902–1989), Politiker (NSDAP)
- Rudolf Batz (1903–1961), SS-Sturmbannführer, als Führer des Einsatzkommandos 2 für den Massenmord an Juden im Baltikum verantwortlich
- Gerhard Keller (1903–1981), Geologe und Hochschullehrer
- Friedel Birker (1907–1969), Pfarrer
- Erhard Grauel (1910–2005), SS-Sturmbannführer
- Werner Schlegelmilch (1910–2005), Physiker und Hochschullehrer
- Hans-Otto Grünefeldt (1915–1991), Fernsehproduzent und -programmdirektor
- Rolf Dieß (1925–1964), Maler, Grafiker und Mosaikkünstler
- Heinz Hundeshagen (1928–2017), Nuklearmediziner und Professor an der Medizinischen Hochschule Hannover
- Rolf Kraushaar (* 1930), Politiker (DBD)
- Jutta Hellgrewe (1934–1998), Grafikerin und Illustratorin
- Jochen Werner (1938–2013), Luftfahrthistoriker
- Wolfgang Rommel (1939–1995), Bildhauer
- Gerd Plewig (* 1939), Dermatologe
- Manfred Schomers (* 1940), geboren in Ufhoven,  Architekt, Städtebauer und Hochschullehrer
- Harald Stieding (1940–2016), Bildhauer und Grafiker
- Barbara Dölemeyer (* 1946), Rechtshistorikerin
- Dieter Fromm (* 1948), Leichtathlet
- Margrit Wischnewski (* 1948), Pädagogin, Puppenspielerin und Puppengestalterin
- Hans-Jürgen Jacobi (* 1950), Kugelstoßer und Diskuswerfer
- Dagmar Blaha (* 1952), Archivarin und Historikerin
- Joachim Lempio (* 1956), Eishockeyspieler
- Harald Rockstuhl (* 1957), Verleger und Sachbuchautor
- Andreas Pflüger (* 1957), Schriftsteller
- Holger Fromm (* 1958), Para-Leichtathlet
- Uwe Barth (* 1964), Politiker (FDP)
- Olaf Rahardt (* 1965), Marinemaler
- Jan Stieding (* 1966), Maler
- Martin von Auen (* 1966), Musiker, Produzent und Schriftsteller
- Konstantin Krause (* 1967), Weitspringer
- Hagen Keller (* 1968), Fotograf
- Christoph Grunert (* 1970), Schauspieler
- Cordula Eger (* 1972), Politikerin, Mitglied des Thüringer Landtags
- Andreas Fehler (* 1972), Geowissenschaftlicher Präparator und Buchautor
- Michael Molata (* 1973), ehemaliger Fußballspieler
- Radost Bokel (* 1975), Schauspielerin
- Claudia Schramm (* 1975), Bobfahrerin
- Enrico Kühn (* 1977), Bobfahrer
- Marco Engelhardt (* 1980), Fußballspieler
- Jane Croll (* 1981), Politikerin (CDU)
- Silvio Heinevetter (* 1984), Handballtorwart
- Matthias Rahn (* 1990), Fußballspieler
- Christian Bickel (* 1991), Fußballspieler
- Theodor Bergmann (* 1996), Fußballspieler

## Persönlichkeiten, die in Bad Langensalza gestorben sind

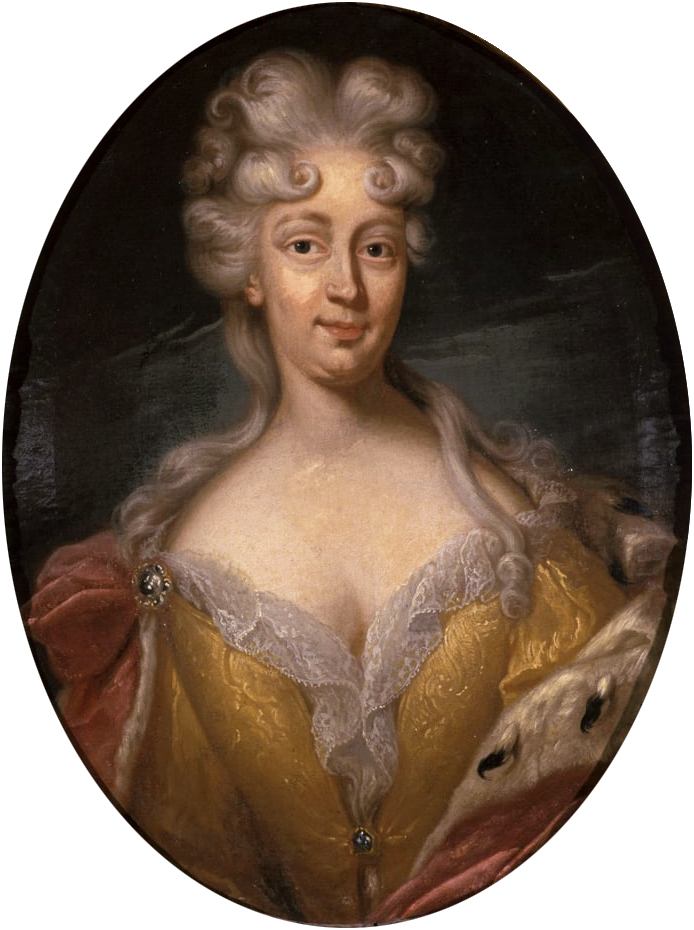
Friederike Elisabeth von Sachsen-Eisenach

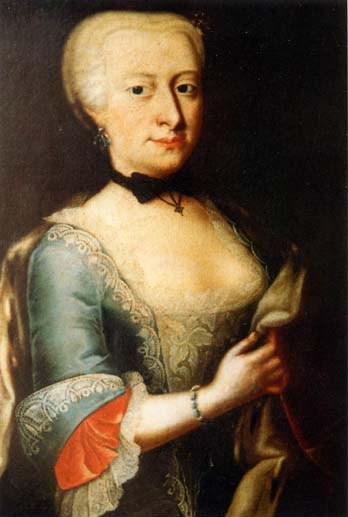
Friederike von Sachsen-Gotha-Altenburg

- Johann Friedrich Olearius (1661–1689), lutherischer Theologe
- Friederike Elisabeth von Sachsen-Eisenach (1669–1730), Prinzessin von Sachsen-Eisenach aus dem Hause der ernestinischen Wettiner und durch Heirat Herzogin des Sekundogeniturfürstentums Sachsen-Weißenfels-Querfurt
- Johann Christian Ernesti (1695–1769), Theologe, war hier Superintendent
- Friederike von Sachsen-Gotha-Altenburg (1715–1775), Prinzessin von Sachsen-Gotha-Altenburg und durch Heirat letzte Herzogin von Sachsen-Weißenfels, ab 1712 lebte sie im Alterssitz Schloss Dryburg in Langensalza
- Johann Friedrich von Braun (1722–1799), Soldat, Sachbuchautor und Rittergutsbesitzer
- Karl Gottlob Leisching (1725–1806), Superintendent von Langensalza
- Karl Gottlieb Richter (1777–1847), Regierungsbeamter
- Carl von Seebach (1809–1877), Kommunalpolitiker
- Eduard Klemm (1838–1926), Rittergutsbesitzer und Mitglied des Deutschen Reichstags
- Eberhard von Claer (1856–1945), preußischer General der Infanterie im Ersten Weltkrieg
- Hans Thuar (1887–1945), Maler, malte hauptsächlich Landschaften und wird dem Rheinischen Expressionismus zugerechnet
- Anni Berger (1904–1990), Rosenzüchterin
- Ernst Großmann (1911–1997), Landwirt und erster LPG-Vorsitzender in der DDR
- Friedrich Wilhelm Loof (1808–1889), Pädagoge, Schulrat und Schriftsteller

## Persönlichkeiten, die mit der Stadt in Verbindung stehen
- Erich Volkmar von Berlepsch (1525–1589), ab 1562 Oberhauptmann von Thüringen mit Sitz in Langensalza
- Henning Dedekind (1562–1626), Komponist, Kantor und Diakon in Langensalza
- Volker Gerisch (1941–2022), Staatssekretär und Tierarzt
- Joachim Hellgreve (1887 – 1956), Maler  und Restaurator
- Friedrich Gottlieb Klopstock (1724–1803), Dichter, arbeitete zwei Jahre in Langensalza als Hauslehrer
- Johann Christian Kittel (1732–1809), Komponist, arbeitete als Lehrer an der Mädchenschule in Langensalza
- Ernst Gottfried Baldinger (1738–1804), Mediziner, arbeitete als Arzt in Langensalza
- Karl Christian Tittmann (1744–1820), evangelischer Theologe, Diakon in Langensalza
- Carl Ludwig Willdenow (1765–1812), Botaniker, absolvierte in Langensalza eine Lehre zum Apotheker
- Otto Ruppius (1819–1864), Schriftsteller, lebte lange Zeit in Langensalza